# Pontianus

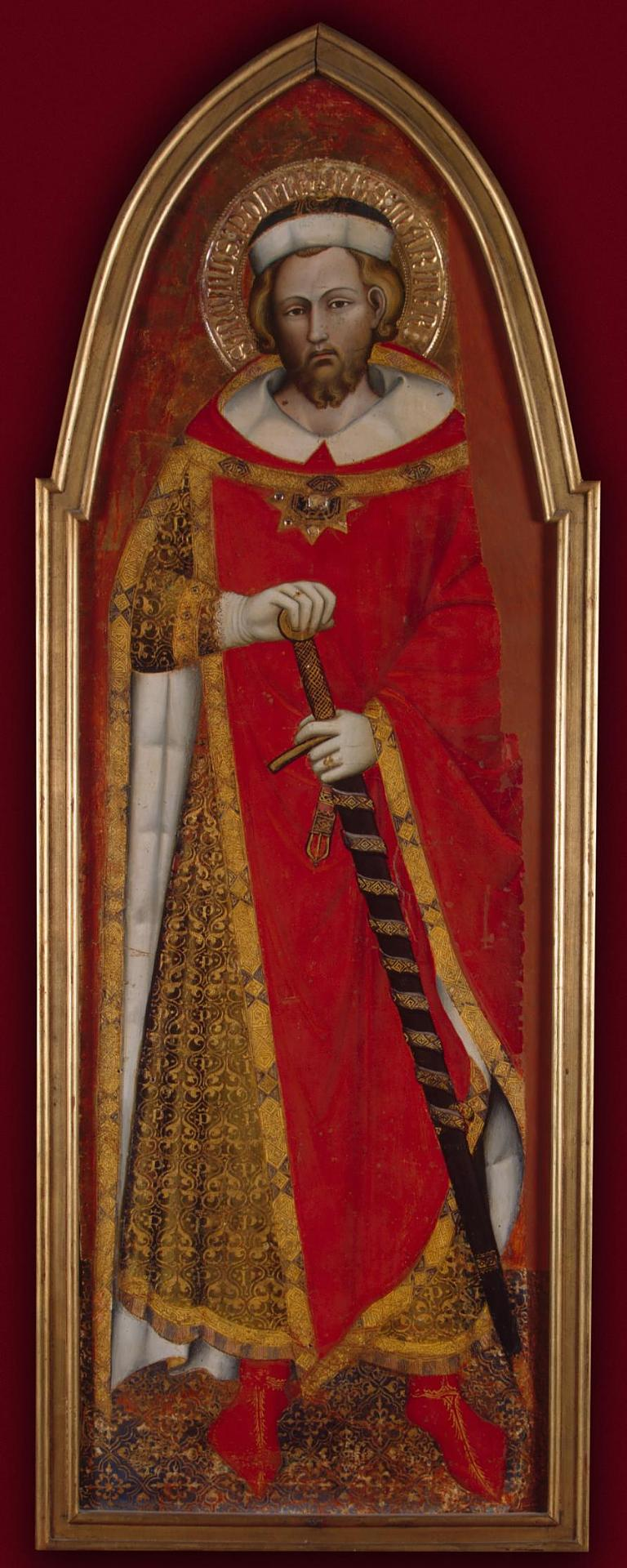
Pontianus (Spinello Aretino, 1383/4)

Pontianus oder Pontian (lat.: der Brückenmann; † 235) war vom 21. Juli 230 bis zum 28. September 235 Bischof von Rom.

## Leben
Unter seinem Pontifikat kam das Schisma des Hippolytus zu seinem Ende. Pontianus und andere Kirchenführer, darunter auch Gegenbischof Hippolytus, wurden von Kaiser Maximinus Thrax nach Sardinien ins Exil geschickt und dort in ein Bergwerk eingesperrt. Aufgrund dieser Strafe trat Pontian am 28. September 235 zurück. Das Datum seines Rücktritts ist das früheste exakt nachweisbare Datum der Papstgeschichte. 
Noch im selben Jahr starb Pontianus infolge der unmenschlichen Behandlung in den Minen von Sardinien. Seine Überreste wurden von Bischof Fabianus nach Rom überführt und in der Calixtus-Katakombe begraben. Pontianus wird gemeinhin als Märtyrer und Heiliger verehrt. Sein Gedenktag ist der 13. August, das Beisetzungsdatum in der Calixtus-Katakombe.